# Jean-Baptiste Bouillaud

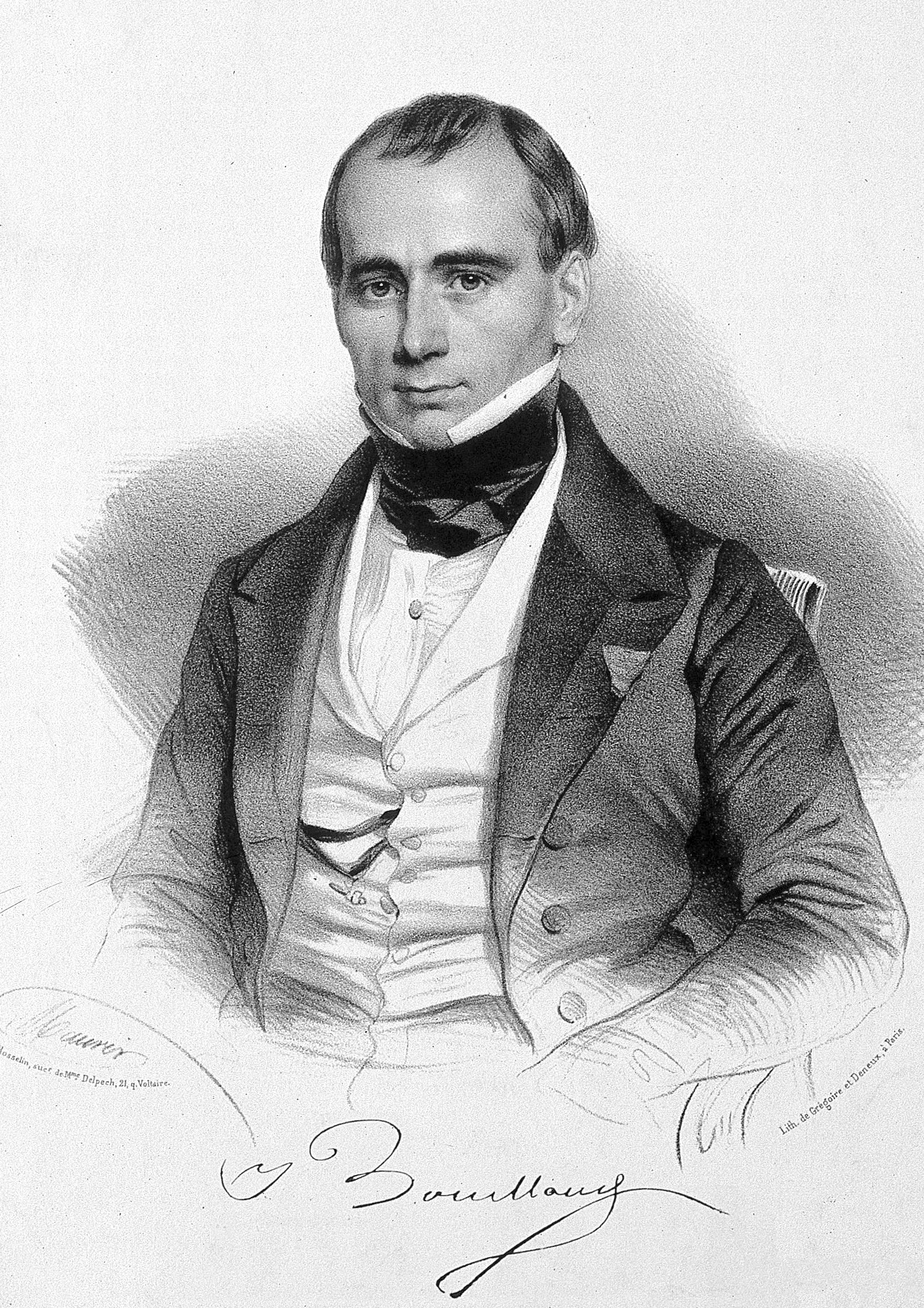
Jean-Baptiste Bouillaud.

Jean-Baptiste Bouillaud, född 16 september 1796, död 29 oktober 1881, var en fransk läkare.
Bouillaud blev medicine doktor i Paris 1823, och var från 1831 professor i medicin vid Sorbonne. Bouillaud var flitig och framgångsrik i sin forskning. Han var föregångare till Paul Broca i fråga om talcentrats lokalisering i hjärnan.